# Welsh International 1998
Die Welsh International 1998 im Badminton fanden vom 3. bis zum 6. Dezember 1998 in Cardiff statt.

## Medaillengewinner
| Disziplin    | Gold                                  | Silber                            | Bronze                                   |
| ------------ | ------------------------------------- | --------------------------------- | ---------------------------------------- |
| Herreneinzel | Daniel Eriksson                       | Rasmus Wengberg                   | Jim Ronny Andersen                       |
| Herreneinzel | Daniel Eriksson                       | Rasmus Wengberg                   | Bertrand Gallet                          |
| Dameneinzel  | Marina Andrievskaia                   | Johanna Holgersson                | Katja Michalowsky                        |
| Dameneinzel  | Marina Andrievskaia                   | Johanna Holgersson                | Carolien Glebbeek                        |
| Herrendoppel | Jean Philippe Goyette Joachim Tesche  | Bruce Topping Mark Topping        | Alastair Gatt Craig Robertson            |
| Herrendoppel | Jean Philippe Goyette Joachim Tesche  | Bruce Topping Mark Topping        | Norbert van Barneveld Jurgen van Leeuwen |
| Damendoppel  | Marina Andrievskaia Catrine Bengtsson | Felicity Gallup Joanne Muggeridge | Ginny Severien Melissa Trouerbach        |
| Damendoppel  | Marina Andrievskaia Catrine Bengtsson | Felicity Gallup Joanne Muggeridge | Lorraine Cole Tracy Dineen               |
| Mixed        | Henrik Andersson Catrine Bengtsson    | Donal O’Halloran Elaine Kiely     | Tony Cole Lorraine Cole                  |
| Mixed        | Henrik Andersson Catrine Bengtsson    | Donal O’Halloran Elaine Kiely     | Lee Clapham Natalie Munt                 |